# Мечеть Убудия
Мечеть Убудия (малайск. Masjid Ubudiah) — суннитская мечеть в Куала-Кангсаре. Яркая достопримечательность и «визитная карточка» Королевского города султаната Перак, считающаяся одной из красивейших мечетей в Малайзии. С 1968 года объявлена национальным историческим памятником. Восьмиугольная в плане, мечеть в стиле индо-сарацинского историзма построена из бетона и кирпича и рассчитана на тысячу молящихся.
Мечеть Убудия построена по обету 28-м султаном Перака Идрисом Шахом I в благодарность за исцеление от тяжёлой болезни. Султан заказал проект Артуру Бенисону Хаббаку, ведущему в ту пору архитектору Британской Малайи, построившему столичную мечеть Масджид-Джаме. Церемония закладки фундамента состоялась 26 сентября 1913 года.
Артур Бенисон Хаббак, не особый знаток мусульманских традиций, но архитектор со вкусом и богатой фантазией, сочинил своего рода восточную сказку на тему архитектуры Великих Моголов, вдохновлённую формами знаменитого Тадж-Махала. Позолоченный центральный купол луковичной формы окружён множеством элегантных башенок и четырьмя стройными минаретами высотой 30 метров, увенчанными изящными чатри. Порталы с подковообразными арками, выходящие на четыре стороны света, также завершаются золотыми куполами меньшего размера.
Со строительством мечети связана история о двух подравшихся слонах, принадлежащих султану и члену его семьи Радже Чулану. Слоны в пылу многочасовой битвы растоптали итальянские мраморные плиты, приготовленные для отделки фасада тёмными полосами. Несмотря на анекдотичность, ситуация эта сильно затянула строительство — из-за начавшейся Первой мировой войны новый мрамор пришлось доставлять из Италии не по Суэцкому каналу, а вокруг Африки. Идрис Шах I не дожил до окончания строительства, скончавшись в январе 1916 года, открывал мечеть в 1917 году его старший сын — 29-й султан Перака Абдул Халил.
Рядом с мечетью расположен Королевский мавзолей, где упокоены все султаны Перака, начиная с Идриса Шаха I.